# Etla Wolberg
Etla Wolberg (ur. 30 stycznia 1926 w Lublinie) – ocalała z Holokaustu, siostra Hanny Wolberg, obecne nazwisko nieznane. Dzięki jej zeznaniom w 2006 Instytut Jad Waszem przyznał tytuł Sprawiedliwy wśród Narodów Świata jej wybawcom: małżeństwu Antoninie i Sylwestrowi Sielskim oraz ich synowi Julianowi Sielskiemu.
Przed II wojną światową żydowska rodzina Wolberg mieszkała w Lublinie przy ul. Krakowskie Przedmieście 36. W kamienicy znajdował się zarząd miejski Narodowej Demokracji, której sympatykiem był właściciel budynku – Julian Sielski.
W marcu 1942 rodzina Wolberg została przesiedlona do getta w podlubelskiej wsi Majdan Tatarski. Podczas likwidacji getta w listopadzie 1942, starsza siostra Etli, Hanna Wolberg została przez matkę ukryta w piwnicy i udało jej się uciec. Pozostałych członków rodziny wywieziono do obozu na Majdanku. Etla pracowała tam w jednej z filii obozu na terenie dawnego lotniska Plagego-Laszkiewicza, gdzie sortowała odzież po zamordowanych więźniach. Pewnego dnia korzystając z nieuwagi strażników udało jej się uciec. 
Po ucieczce Etla przez tydzień ukrywała się u zaprzyjaźnionej polskiej rodziny Jasińskich, a gdy ci nie pozwolili jej przebywać u siebie dłużej, postanowiła znaleźć schronienie pod schodami prowadzącymi na strych w jej domu rodzinnym. Tam odnalazł ja przypadkowo właściciel kamienicy i sąsiad rodziny Wolberg, Julian Sielski, który zabrał ją do siebie, wyrobił fałszywe dokumenty i umieścił na wsi u swoich rodziców.
23 grudnia 1942 Antonina i Sylwester Sielscy przyjęli Etlę pod dach swojego domu we wsi Oblasy koło Janowca, a Julian Sielski dostarczał im pieniędzy na utrzymanie i dostarczał Etli korespondencję od jej siostry, która ukrywała się wówczas w Warszawie. Etla mieszkała u Sielskich do czasu ewakuacji ludności w 1944, kiedy została aresztowana i wywieziona na roboty przymusowe do Austrii.
Po wojnie Etla (której rodzice zginęli na Majdanku) wróciła do Polski, gdzie wraz z siostrą zamieszkała u Sielskich w Lublinie.
W 2004 na podstawie wspomnień Etli Wolberg powstała publikacja Lublin - Majdanek - Lublin. Moja ucieczka od Zagłady, wydana w Kanadzie pod red. Jerzego i Ewy Baryckich.
W 2006 Sielscy zostali pośmiertnie uhonorowani izraelskim odznaczeniem Sprawiedliwi Wśród Narodów Świata. 18 lipca 2007 w ich imieniu z rąk ambasadora Izraela Davida Pelega medal i dyplom honorowy odebrała Alina Miętek – córka Juliana Sielskiego.